# Sainte-Radegonde, Charente-Maritime

Sainte-Radegonde este o comună în departamentul Charente-Maritime, Franța. În 1 ianuarie 2022 avea o populație de 578 de locuitori.